# En ligne de mire, comment filmer la guerre ?
Pour les articles homonymes, voir Ligne de mire.
Pour plus de détails, voir Fiche technique et Distribution.
En ligne de mire, comment filmer la guerre ? est un documentaire français réalisé par Jean-Baptiste Thoret et diffusé à la télévision le 28 mars 2016.
Le documentaire se consacre au cycle de la guerre et demande aux cinéastes : comment filmer la guerre ?. Chacun analysera la manière de faire et décortiquera le phénomène sociologique. Les cinéastes interrogés, qui ont pratiquement tous réalisés un film sur la guerre, décortiquent les pièges à éviter lors de la représentation de la barbarie.

## Fiche techniques
- Réalisation, scénario et musique : Jean-Baptiste Thoret
- Production : Stéphane Bergouhnioux et Jean-Marie Nizan
- Sociétés : Beall Productions, Canal + et Ciné +

## Intervenants
Il est précisé éventuellement les films de guerres réalisés par les cinéastes interrogés, même si certains ne furent pas évoqués dans le documentaire.
- Jean-Jacques Annaud – Stalingrad
- Clément Cogitore – Ni le ciel ni la terre
- Bruno Dumont – Flandres
- Florent Emilio-Siri – L'Ennemi intime
- Samuel Fuller (images d'archives) – Au-delà de la gloire
- Christophe Gans – réalisateur cinéphile
- Jean-Luc Godard – Le Petit Soldat, Les Carabiniers
- Michel Hazanavicius – The Search
- Jean-Vincent Holeindre – professeur de philosophie politique
- Jean-Pierre Jeunet – Un long dimanche de fiançailles
- Bertrand Tavernier – Capitaine Conan
- Charles Tesson – critique et historien du cinéma
- Alice Winocour – Maryland

### Films présentés
En plus de la grande majorité des films de guerres des cinéastes interviewés, sont également décortiqués La 317e Section, American Sniper, Apocalypse Now, La Chute du faucon noir, Démineurs, Fury, Good Kill, Il faut sauver le soldat Ryan, J'accuse, Lacombe Lucien et Voyage au bout de l'enfer. 